# Dżabir Ibn Hajjan

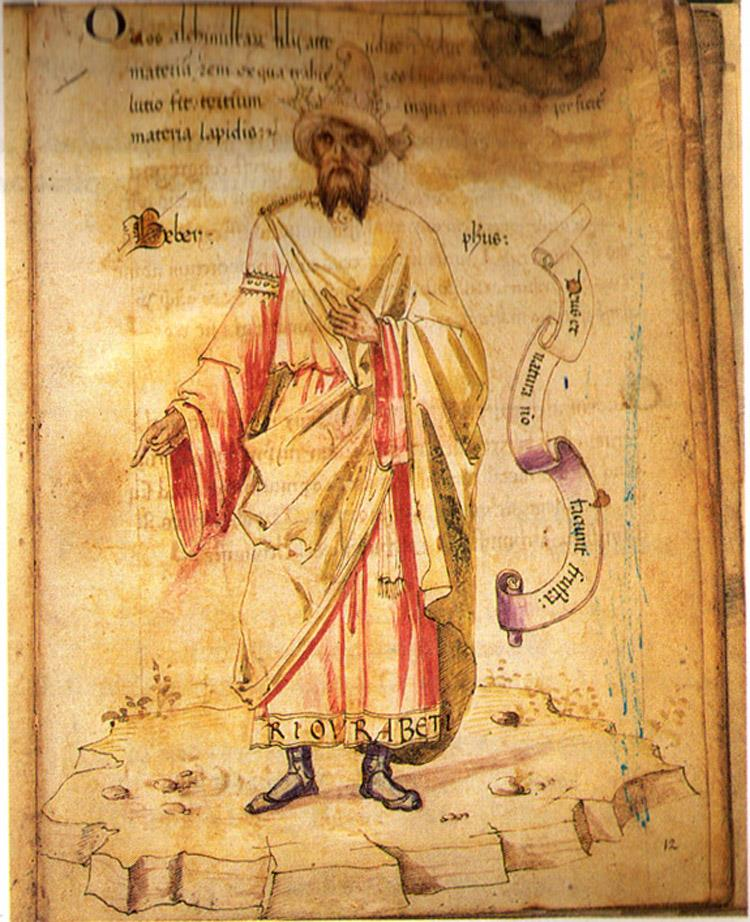
Dżabir Ibn Hajjan na średniowiecznym, europejskim wizerunku

Dżabir Ibn Hajjan (arab. جابر بن حیان, w średniowiecznej Europie znany jako Geber; ur. ok. 720 w Tusie, Persja; zm. ok. 813 w Kufie w dzisiejszym Iraku) – arabski alchemik i lekarz. Swą działalność prowadził na dworze Haruna ar-Raszida, kalifa Bagdadu.
Przypisuje mu się autorstwo wielu alchemicznych traktatów i teorii, jednak zważywszy, że jego nazwiskiem podpisywali się inni autorzy, w wielu przypadkach jest to wątpliwe. Według jednej z jego teorii metale (między innymi złoto) można otrzymać przez zmieszanie siarki i rtęci w określonych proporcjach (ta teoria stała się podstawą teorii flogistonu). Jego teksty zawierały opisy takich związków chemicznych, jak kwas cytrynowy i kwas octowy. Niekiedy Geberowi przypisuje się także odkrycie kwasu siarkowego i kwasu azotowego. Nie ma na to jednak dowodów i pogląd ten wynika z przypisywaniu Geberowi prac tzw. Pseudo-Gebera.